# The Fillmore
Pour les articles homonymes, voir Fillmore.

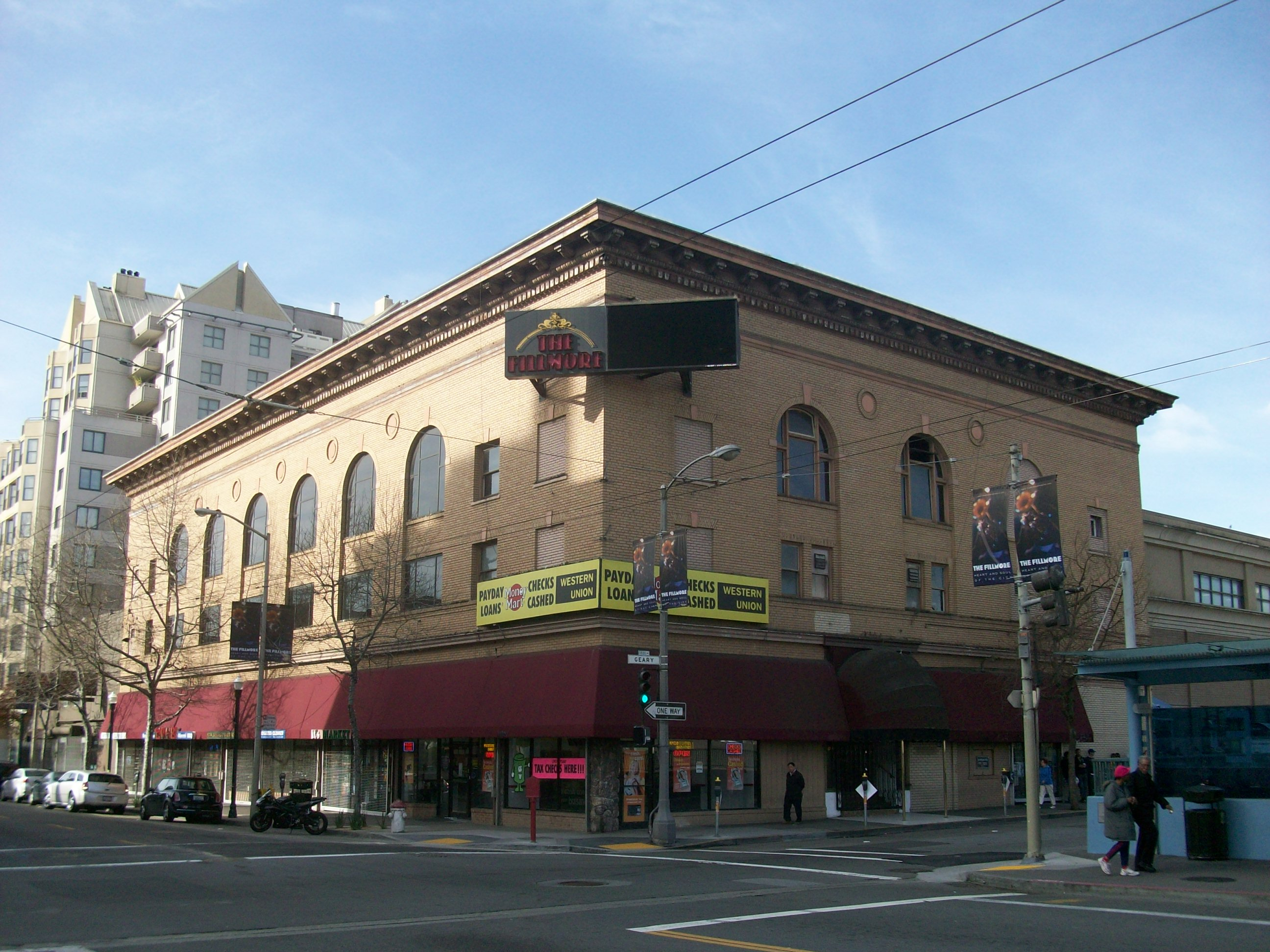
The Fillmore, 2010

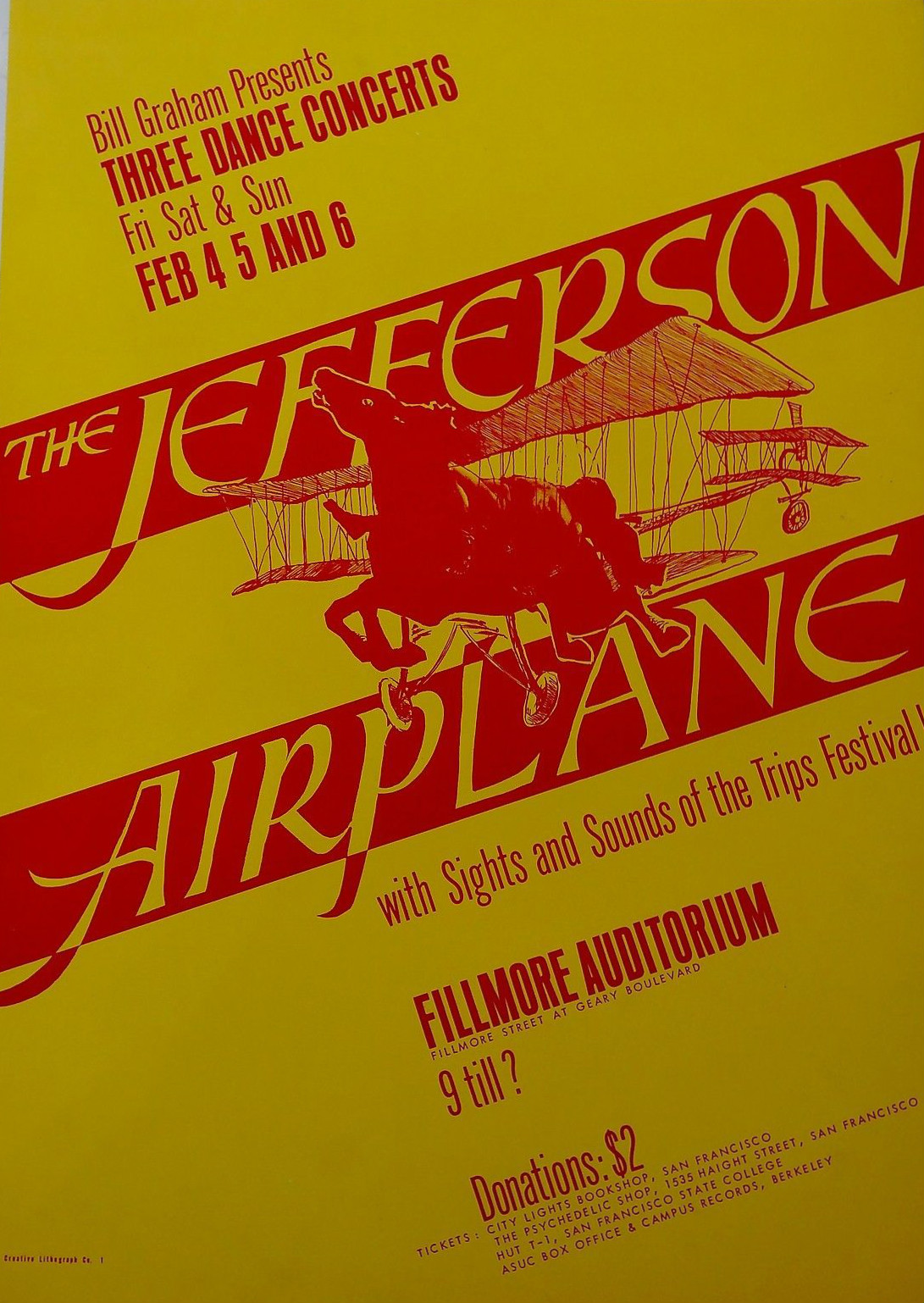
Affiche pour un concert du groupe Jefferson Airplane au Fillmore en 1966.

The Fillmore, également connu sous le nom de Fillmore Auditorium, est un lieu accueillant des spectacles musicaux situé à San Francisco en Californie et rendu célèbre par le producteur de concert Bill Graham (1931-1991). Il tire son nom de sa position à l'intersection de Fillmore Street et Geary Boulevard.
Au milieu des années 1960, il est devenu avec le Avalon Ballroom et le Winterland Arena l'une des grandes salles de spectacle de la scène musique psychédélique et de la contre-culture hippie en général de Haight-Ashbury à San Francisco. Des artistes comme Pink Floyd, The Grateful Dead, Quicksilver Messenger Service, Jefferson Airplane et Janis Joplin y firent leurs débuts. En plus du rock, Bill Graham présente d'autres spectacles comme Rahsaan Roland Kirk, Otis Redding ou même du hip-hop avec par exemple Fort Minor.
Après quelques années, en raison de la détérioration du voisinage, en juillet 1968, Bill Graham déplace le Fillmore original vers la salle de bal du Carrousel (Carousel Ballroom) à l'angle de Market et South Van Ness Avenue. Le nouvel établissement devient Fillmore West (en contraste avec le Fillmore East auditorium de Graham à New York).
Après la mort de Bill Graham dans un accident d'hélicoptère en 1991, ses proches décident d'accomplir son dernier souhait et rouvrent le premier Fillmore, qui est ainsi redevenu un des lieux phares de San Francisco avec des spectacles toutes les nuits.
En décembre 2011, le groupe de metal Metallica y fête ses 30 ans de carrière, et ses débuts au Fillmore en 1981, par une série de concerts quotidiens, pendant une semaine, en invitant de nombreux artistes ayant travaillé avec eux ou les ayant influencés.

## Albums enregistrés au Fillmore West
- Live at the Fillmore Auditorium par Chuck Berry (1967)
- Wheels of Fire par Cream (1968)
- Live at the Fillmore 1968 par Carlos Santana (1968)
- Live at the Fillmore West February 1969 par les Byrds (1969)
- The Live Adventures of Mike Bloomfield and Al Kooper par Mike Bloomfield & Al Kooper (1969)
- Live at Bill Graham's Fillmore West par Mike Bloomfield (1969)
- Bless Its Pointed Little Head par Jefferson Airplane (1969)
- Black Beauty: Miles Davis at Fillmore West par Miles Davis (1970)
- At Fillmore par Don Ellis (1970)
- Performance Rockin' the Fillmore par Humble Pie (1971)
- Aretha Live at Fillmore West par Aretha Franklin (1971)
- Live at the Fillmore par Cypress Hill (2000)
- Between the Lines: Sara Bareilles Live at the Filmmore par Sara Bareilles (2008)
- Live At The Fillmore par  Chris Isaak (2008)

- Live at the Fillmore